# Ricky (album)
Ricky – debiutancki album studyjny amerykańskiego piosenkarza Ricky'ego Nelsona, wydany w listopadzie 1957 roku. Album znalazł się na szczycie listy Billboard Top LP. Na płycie znalazły się covery znanych piosenek, takich jak: Have I Told You Lately That I Love You, I'm Confessin, czy przebój Binga Crosby'ego i Grace Kelly True Love autorstwa Cole'a Portera.

## Utwory
| 1.  | Honeycomb (Bob Merrill)                                    | 2:54  |
|     |                                                            |       |
| 2.  | Boppin' the Blues (Carl Perkins, Howard Griffin)           | 1:56  |
|     |                                                            |       |
| 3.  | Be-Bop Baby (Pearl Lendhurst)                              | 2:00  |
|     |                                                            |       |
| 4.  | Have I Told You Lately that I Love You? (Scotty Wiseman)   | 1:58  |
|     |                                                            |       |
| 5.  | Teenage Doll (George Lendhurst, Pearl Lendhurst)           | 1:40  |
|     |                                                            |       |
| 6.  | If You Can't Rock Me (Willie Jacobs)                       | 1:53  |
|     |                                                            |       |
| 7.  | Whole Lotta Shakin' Goin On (Sunny David, Dave Williams)   | 2:11  |
|     |                                                            |       |
| 8.  | Baby I'm Sorry (Kenneth Scott)                             | 2:21  |
|     |                                                            |       |
| 9.  | Am I Blue? (Harry Akst, Grant Clarke)                      | 1:39  |
|     |                                                            |       |
| 10. | I'm Confessin' (Doc Daugherty, Al Neiburg, Ellis Reynolds) | 2:16  |
|     |                                                            |       |
| 11. | Your True Love (Carl Perkins)                              | 1:58  |
|     |                                                            |       |
| 12. | True Love (Cole Porter)                                    | 2:17  |
|     |                                                            |       |
|     |                                                            | 25:03 |
|     |                                                            |       |